# Jean-Michel Barjol
Jean-Henri Barjol dit Jean-Michel Barjol est un réalisateur français, né le 19 mai 1933 à Marseille.

## Biographie
Jean-Henri Barjol est né le 19 mai 1933 à Marseille.
Réalisateur de longs métrages et de nombreux documentaires, Jean-Michel Barjol est un proche de Jean Eustache avec qui il a réalisé le documentaire Le Cochon.
Il a collaboré un temps avec l'écrivain Christophe Donner,, dont il a adapté le premier roman, Petit Joseph.
Il a notamment réalisé le film expérimental What a Flash! en 1971, filmant une centaine de personnes enfermées durant trois jours dans un studio de cinéma.

## Filmographie
- 1962 : Blues pour un cow-boy
- 1964 : La Tour sans venin
- 1964 : Nadia (court métrage, signé Jean Barjol)
- 1965 : Au temps des châtaignes (court métrage)
- 1967 : Histoires d'arbres (court métrage)
- 1967 : Santo-Pietro (court métrage)
- 1967 : Des terrils et des Turcs (court métrage documentaire)
- 1968 : Le Regard (court métrage)
- 1968 : Les Étrangers (court métrage)
- 1969 : La Peau dure (court métrage documentaire)
- 1969 : Les Gitans, pèlerinage aux Saintes-Maries de la mer (documentaire)
- 1970 : Le Cochon (documentaire - coréalisateur : Jean Eustache)
- 1972 : What a Flash!
- 1982 : Petit Joseph
- 1986 : Paysans d'autrefois : les communautés familiales et agricoles (documentaire)[5]
- 1986 : Journal d'un mineur (documentaire)
- 1987 : Autour de mon clocher (documentaire)
- 1987 : Immigration polonaise dans le Nord-Pas-de-Calais (documentaire)
- 1992 : Une femme résistante, Marguerite Gonon (documentaire)
- 1993 : Le Roi Tidalium (documentaire)
- 1996 : Un lycée pas comme les autres (documentaire)
- 2000 : Guillaume le conquérant (documentaire)
- 2000 : Hanin (cet inconnu) (documentaire)
- 2000 : La Sologne (documentaire)
- 2000 : Le Moyen Âge (documentaire)
- 2011 : Mémoire de guerrier (documentaire)